# Pelomyiella maritima
Pelomyiella maritima är en tvåvingeart som först beskrevs av Axel Leonard Melander 1913.  Pelomyiella maritima ingår i släktet Pelomyiella och familjen Canacidae.
Artens utbredningsområde är Texas. Inga underarter finns listade i Catalogue of Life.